# Deportivo Anzoátegui
Pour les articles homonymes, voir Anzoátegui.
Maillots
Actualités
Le Deportivo Anzoátegui est un club vénézuélien de football basé à Puerto La Cruz.

## Histoire
Fondé le 9 novembre 2002 par Juan Pareira, le club s'inscrit dans le championnat de 3e division vénézuélienne, qu'il termine invaincu, gagnant du même coup sa promotion en Segunda A, la deuxième division nationale. Le Deportivo reste quatre saisons dans l'antichambre de l'élite et obtient son accession en Primera División à l'issue de la saison 2006-2007, grâce à la décision de la fédération vénézuélienne de faire passer le nombre de clubs du championnat de 10 à 18 équipes (Anzoátegui avait terminé à la 5e place du championnat de D2 et n'aurait pas pu normalement prétendre à une place parmi l'élite).
La première saison en D1 est une réussite puisque le club termine 2e du tournoi Apertura puis 3e du tournoi Clausura, obtenant grâce à sa 3e place au classement cumulé de la saison un billet pour le tour préliminaire de la Copa Libertadores 2009. Cette première participation à une compétition continentale tourne court avec une élimination dès son entrée en lice par les Équatoriens du Deportivo Cuenca.
La saison suivante, en 2008-2009, est mitigée. En championnat, le club termine dans le ventre mou du classement avec une 9e place mais il remporte le premier titre de son histoire en s'imposant en finale de la Copa Venezuela face au club d'Estudiantes de Mérida. Ce succès permet au club de se qualifier une nouvelle fois pour une compétition continentale, à savoir la Copa Sudamericana 2009. Malheureusement, une fois encore, le Depor est éliminé dès son entrée dans la compétition, cette fois-ci par l'Alianza Atlético du Pérou.
La saison 2009-2010 est moyenne, avec une 8e place au classement cumulé et une élimination en quarts de finale de la Coupe. La saison suivante est un peu meilleure puisque la 6e place du Depor au classement final permet au club de se qualifier à nouveau pour la compétition continentale (après avoir réussi à passer les qualifications). 
Enfin, à l'issue de la saison 2011-2012, le club retrouve la Copa Libertadores après avoir terminé sur le podium, derrière le Club Deportivo Lara et le Caracas FC.

## Palmarès
- Copa Venezuela :
  - Vainqueur : 2008 et 2012

## Grands noms

### Joueurs
- Nelinho
- Daniel Arismendi
- Grenddy Perozo
- Oswaldo Vizcarrondo

### Entraîneurs
- Stalin Rivas
- César Farías